# 206P/Barnard-Boattini
206P/Barnard-Boattini, komet Jupiterove obitelji, objekt blizu Zemlji
Otkrio ju je Barnard 1892., pa ju se smatralo nestalom jer je napravila 20 revolucija dok ju nije ponovo otkrio Boattini 2008., ali nije odmah prepoznata pa je isprva nazvana po Boattiniju.